# Kornél Oszlányi
Kornél Oszlányi (Kaposvár, 25 settembre 1893 – Cleveland, 16 novembre 1960) è stato un generale ungherese, distintosi come ufficiale dell'Imperiale e regio esercito austro-ungarico nel corso della prima guerra mondiale dove fu insignito della Medaglia d'oro al valore per gli ufficiali. Durante la seconda guerra mondiale fu comandante della 9ª Divisione leggera nel corso dell'offensiva Offensiva Ostrogorzk-Rossoš. Per essersi distinto particolarmente al comando di questa unità fu insignito della Croce di Cavaliere dell'Ordine militare di Maria Teresa. Nel corso del 1944 comandò anche la 10ª Divisione fanteria.

## Biografia
Nacque a Kaposvár, Impero austro-ungarico, il 25 ottobre 1893. Dopo aver completato i quattro anni di scuola superiore, fu ammesso alla scuola militare di Košice.  Qui ottenne risultati accademici eccellenti, laureandosi primo della sua classe e del suo anno, e poi prestò servizio nel Reggimento di fanteria di Pécs.  Salì gradualmente di grado e nell'autunno del 1913 fu promosso tenente. Allo scoppio della prima guerra mondiale, fu comandante di compagnia del 52° Reggimento fanteria dell'Imperiale e regio esercito. Lui e la sua unità combatterono sul fronte serbo, poi sul fronti russo e quello italiano. Promosso primo tenente nel 1915, trascorse gran parte del suo tempo in prima linea e i suoi servizi militari furono molto apprezzati. Durante la battaglia di Nowica, nella Galizia orientale, nel luglio 1917 gli fu conferita la Medaglia d'oro al valore per gli ufficiali per il grande coraggio dimostrato.
Rimase in servizio anche dopo la fine della guerra, venendo promosso capitano nel 1921. Tra il 1923 e il 1927 fu docente e insegnante presso l'Accademia Ludovika del Magyar királyi honvédség. Nel 1927 venne assegnato al Ministero dell'Interno, e nel 1931 fu promosso tenente colonnello.  In seguito prestò servizio presso il quartier generale dell'Ordine di Vitéz (Országos Vitézi Széknél) al Ministero della Difesa e dal marzo 1939 fu comandante del battaglione ciclistico "Kiskunhalas". Nel 1940, con il grado di colonnello, fu aiutante del Capo di stato maggiore. Alla testa delle sue truppe partecipò guerra slovacco-ungherese, per la quale gli fu conferito il titolo di cittadino onorario del villaggio di Jánosi nell'estate del 1940. 
Tra il 1941 e il 1942, promosso colonnello, fu comandante del 2° Reggimento fanteria "József nádor". Il 15 novembre del 1942, sostituendo il generale Jenö Ujlaky,  assunse il comando della 9ª Divisione leggera, III Corpo d'armata, 2. magyar hadsereg a Nagykanizsa schierata sul fronte orientale. Guidò la suddetta unità nel corso dell'offensiva Ostrogorzk-Rossoš, lanciata dai sovietici nel dicembre 1942, durante la quale si distinse in modo straordinario. Le sue truppe fungevano da retroguardia durante la ritirata del gennaio 1943, coprendo la ritirata delle altre unità, dopo che le truppe sovietiche avevano sfondato sul Don. La sua divisione contrastò l'Armata Rossa per 12 giorni, e dopo di ciò, coprì la ritirata delle forze tedesche. Nel corso delle operazioni difensive fu gravemente ferito il 28 gennaio Nei tre giorni dal 24 al 27 gennaio, fino al momento della ritirata ordinata dal tenente generale Friedrich Siebert, le perdite di molti battaglioni della 9ª Divisione leggera raggiunsero il 50 e persino il 70 per cento degli effettivi. Si distinse anche per i metodi brutali con cui nelle fasi della ritirata cercò di fermare i superstiti della  6ª Divisione leggera, anch'essa appartenente al III Corpo d'armata, costringendoli a riprendere a combattere.
In questo frangente dimostrò eccezionali virtù militari e di comando, e nel 1944 fu insignito della Croce di Cavaliere dell'Ordine militare di Maria Teresa, unico ufficiale ungherese a riceverla nel corso della seconda guerra mondiale. Il 10 agosto 1943 lasciò il comando della 9ª Divisione leggera, sostituito dal generale Béla Németh.
Ricevuto il titolo di cittadino onorario della città di Nagykanizsa, fu nominato comandante della 10ª Divisione fanteria a Kaposvár, mantenendo l'incarico dal 15 aprile al 15 dicembre 1944. Durante l'ultimo periodo della guerra prestò servizio al comando della sua divisione nei Carpazi, combatté contro i sovietici, e fu  infine fatto prigioniero di guerra degli americani in Austria. Dopo il rilascio partì per la Germania e poi, nel 1951, per gli Stati Uniti d'America. Inizialmente visse a New York, poi si trasferì a Cleveland, dove si spense il 16 novembre 1960, dopo una grave malattia. La sua tomba si trova ancora lì oggi. Il 15 luglio 1993 fu nominato postumo tenente generale dal Presidente della Repubblica d'Ungheria.

### Annotazioni
1. ↑  Venne colpito da due colpi di mitragliatrice al braccio e da un colpo di mitragliatrice all'addome mentre si trovava in prima linea, vicino a Turovo. Giunto nel primo grande luogo di ritrovo, Stary Oskol, accompagnato dal tenente di riserva László Steinhardt, da lì, 5 giorni dopo, un aereo tedesco lo trasportò in un ospedale militare e dovette lasciare il comando della 9ª Divisione leggera.
2. ↑  La 2ª Armata ungherese uscì fondamentalmente distrutta dalla battaglia: il IV e il VII Corpo d'armata avevano cessato di esistere come formazioni organizzate, mentre solo pochi resti del III Corpo d'armata e della 1ª Divisione corazzata erano ancora di una qualche utilità bellica. Sui 211.000 uomini in organico all'11 gennaio 1943, la 2ª Armata ne perse 105.000 nel corso dell'offensiva sovietica (8.700 morti, 16.500 feriti, 2.500 prigionieri e 77.200 dispersi); le perdite totali delle forze ungheresi sul fronte orientale, dall'aprile 1942 al marzo 1943, ammontarono a quasi 177.000 uomini. Nella disfatta di gennaio andò perduto praticamente l'intero equipaggiamento militare moderno a disposizione dell'Esercito ungherese: tra gli altri, andarono perduti 380 cannoni e obici campali, 460 pezzi controcarro, 190 blindati. La 1ª Divisione corazzata rientrò dalla Russia con solo sei carri armati ancora funzionanti.

### Fonti
1. 1 2 3 4 5 6 7 8 9 10 11 12 13 14 15 16 17 18 19 20  Somogyiertekek.
2. 1 2 3  Niehorster 1998, p. 234.
3. 1 2 3 4 5 6 7 8  Arcanum, ab.
4. 1 2  Generals, aa.
5. 1 2  István Nemeskürty, Requiem egy hadseregért, Magvető Könyvkiadó, 1972.
6. ↑  Niehorster 1998, p. 235.